# ألان كولر
ألان كولر (بالإنجليزية: Alan Kohler)‏ هو صحفي ومقدم تلفزيوني أسترالي، ولد في 26 أبريل 1952 في ملبورن في أستراليا.